# Lituania en los Juegos Olímpicos
Lituania en los Juegos Olímpicos está representada por el Comité Olímpico Nacional de Lituania, miembro del Comité Olímpico Internacional desde el año 1991. Los deportistas lituanos han competido bajo diferentes banderas: entre 1924 y 1928 bajo la bandera de Lituania, de 1952 a 1988 bajo la bandera de la Unión Soviética y a partir de 1992 nuevamente como Lituania.
Ha participado en 11 ediciones de los Juegos Olímpicos de Verano, su primera presencia tuvo lugar en París 1924. El país ha obtenido un total de 30 medallas en las ediciones de verano: 6 de oro, 9 de plata y 15 de bronce.
En los Juegos Olímpicos de Invierno ha participado en 10 ediciones, siendo Sankt-Moritz 1928 su primera aparición en estos Juegos. El país no ha conseguido ninguna medalla en las ediciones de invierno.

## Medalleros

### Por edición
| Evento              | Oro | Plata | Bronce | Total |
| ------------------- | --- | ----- | ------ | ----- |
| París 1924          | 0   | 0     | 0      | 0     |
| Ámsterdam 1928      | 0   | 0     | 0      | 0     |
| 1932 – 1936         | –   | –     | –      | –     |
| 1948 – 1988         | –   | –     | –      | –     |
| Barcelona 1992      | 1   | 0     | 1      | 2     |
| Atlanta 1996        | 0   | 0     | 1      | 1     |
| Sídney 2000         | 2   | 0     | 3      | 5     |
| Atenas 2004         | 1   | 2     | 0      | 3     |
| Pekín 2008          | 0   | 3     | 2      | 5     |
| Londres 2012        | 2   | 0     | 3      | 5     |
| Río de Janeiro 2016 | 0   | 1     | 3      | 4     |
| Tokio 2020          | 0   | 1     | 0      | 1     |
| París 2024          | 0   | 2     | 2      | 4     |
| TOTAL               | 6   | 9     | 15     | 30    |

| Evento              | Oro | Plata | Bronce | Total |
| ------------------- | --- | ----- | ------ | ----- |
| Sankt-Moritz 1928   | 0   | 0     | 0      | 0     |
| 1932 – 1936         | –   | –     | –      | –     |
| 1948 – 1988         | –   | –     | –      | –     |
| Albertville 1992    | 0   | 0     | 0      | 0     |
| Lillehammer 1994    | 0   | 0     | 0      | 0     |
| Nagano 1998         | 0   | 0     | 0      | 0     |
| Salt Lake City 2002 | 0   | 0     | 0      | 0     |
| Turín 2006          | 0   | 0     | 0      | 0     |
| Vancouver 2010      | 0   | 0     | 0      | 0     |
| Sochi 2014          | 0   | 0     | 0      | 0     |
| Pyeongchang 2018    | 0   | 0     | 0      | 0     |
| Pekín 2022          | 0   | 0     | 0      | 0     |
| TOTAL               | 0   | 0     | 0      | 0     |

### Por deporte
Deportes de verano
| Evento            | Oro | Plata | Bronce | Total |
| ----------------- | --- | ----- | ------ | ----- |
| Atletismo         | 3   | 2     | 2      | 7     |
| Baloncesto        | 0   | 0     | 4      | 4     |
| Boxeo             | 0   | 0     | 1      | 1     |
| Break dance       | 0   | 1     | 0      | 1     |
| Ciclismo          | 0   | 0     | 1      | 1     |
| Halterofilia      | 0   | 0     | 1      | 1     |
| Lucha             | 0   | 1     | 1      | 2     |
| Natación          | 1   | 0     | 0      | 1     |
| Pentatlón moderno | 1   | 3     | 1      | 5     |
| Piragüismo        | 0   | 0     | 1      | 1     |
| Remo              | 0   | 1     | 3      | 4     |
| Tiro              | 1   | 0     | 0      | 1     |
| Vela              | 0   | 1     | 0      | 1     |
| TOTAL             | 6   | 9     | 15     | 30    |